# Berry Gordy
Berry Gordy III, conosciuto anche come Berry Gordy Jr. (Detroit, 28 novembre 1929), è un produttore discografico e autore di canzoni statunitense.
È conosciuto soprattutto come fondatore dell'etichetta discografica Motown Records, prima etichetta a produrre e vendere dischi di artisti afroamericani al pubblico di tutto il mondo, e come padre, tra gli altri, del cantante Rockwell e del rapper Redfoo.

## Biografia

### Primi anni
Nato nel 1929, Gordy è il settimo di otto figli. La sua famiglia si era trasferita da Sandersville (Georgia) a Detroit nel 1922 poiché il padre Berry Gordy II era stato attratto dalle numerose opportunità di lavoro offerte dall'industria automobilistica in grande espansione.
Gordy lascia la scuola superiore lavorando come operaio, pugile e gelataio. Nel 1950 viene chiamato al servizio militare nella Guerra di Corea.
Dopo il ritorno in patria nel 1953 Gordy comincia a scrivere canzoni e apre un negozio di dischi. Il negozio fallisce presto e Gordy trova lavoro presso la Lincoln. Pochi anni dopo Gordy incontra Jackie Wilson.
Nel 1957 Wilson pubblica Reet Petite, canzone scritta da Gordy insieme alla sorella Gwen e a Billy Davis. Il brano ha un modesto successo in patria, ma entra nella Top 10 in Gran Bretagna. Nei successivi due anni Wilson registra altre sei canzoni alla cui scrittura collabora Gordy. Tra queste Lonely Teardrops raggiunge la vetta della R&B chart. 

### La Motown
Gordy, spinto dai successi come autore, decide di abbandonare definitivamente il lavoro in fabbrica e intraprendere anche la carriera di produttore musicale. Dopo avere lanciato The Miracles nel 1957, nel 1959 crea la sua etichetta musicale, la Tamla Records. Dopo due canzoni di Marv Johnson (Come to Me e You Got What It Takes), chiede un prestito di 800 dollari per fondare la nuova Motown Records, che esordisce con Bad Girl dei Miracles. Nello stesso anno le due etichette vengono fuse nella Motown Records. Grandi successi sono Shop Around dei Miracles (1960) e Please Mr. Postman delle Marvellettes (1961). Nel 1960 viene lanciata la prima solista Motown, Mary Wells. I suoi primi successi come My Guy (1964) sono opera del leader dei Miracles Smokey Robinson. L'abilità di Gordy nello scoprire e successivamente coltivare i talenti musicali, gestendone oculatamente anche l'immagine, permette alla Motown di accrescere il suo successo a livello prima nazionale e poi internazionale.
Tra gli artisti lanciati dall'etichetta sono da ricordare The Supremes, Marvin Gaye, The Temptations, The Commodores, Martha and the Vandellas, Stevie Wonder, The Jackson 5. Si parla anche di Motown sound.
Nel 1972 Gordy trasferisce la sede della Motown a Los Angeles. Comincia l'impegno anche nel cinema producendo La signora del blues, che permette alla protagonista Diana Ross di aggiudicarsi il Golden Globe e di essere nominata per l'Oscar alla miglior attrice. Un altro buon successo cinematografico è L'ultimo drago (1985).
Nel 1988 Gordy cede i suoi interessi nella Motown alla MCA Records per 61 milioni di dollari. Qualche anno dopo cede alla EMI gran parte dei suoi interessi nel catalogo Motown su un totale di circa 15.000 brani, in 240 dei quali Berry è accreditato come autore o coautore.